# Порицька сільська рада
Порицька сільська рада — колишній орган місцевого самоврядування у Хмільницькому районі Вінницької області з адміністративним центром у с. Порик.

## Населені пункти
Сільській раді підпорядковані населені пункти:
- с. Порик
- с. Курилівка
- с. Томашпіль

## Склад ради
Рада складається з 16 депутатів та голови.